# Танаць
Танаць (хорв. Tanac) — населений пункт у Хорватії, в Сисацько-Мославинській жупанії у складі громади Ясеноваць.

## Населення
Населення за даними перепису 2011 року становило 129 осіб.
Динаміка чисельності населення поселення:

## Клімат
Середня річна температура становить 11,46 °C, середня максимальна – 26,20 °C, а середня мінімальна – -5,60 °C. Середня річна кількість опадів – 946 мм.
| Клімат поселення                              | Клімат поселення | Клімат поселення | Клімат поселення | Клімат поселення | Клімат поселення | Клімат поселення | Клімат поселення | Клімат поселення | Клімат поселення | Клімат поселення | Клімат поселення | Клімат поселення | Клімат поселення |
| Показник                                      | Січ.             | Лют.             | Бер.             | Квіт.            | Трав.            | Черв.            | Лип.             | Серп.            | Вер.             | Жовт.            | Лист.            | Груд.            |                  |
| Середній максимум, °C                         | 6,98             | 9,04             | 13,42            | 17,97            | 23,00            | 26,20            | 25,24            | 24,33            | 20,60            | 15,58            | 10,17            | 5,90             |                  |
| Середня температура, °C                       | 0,68             | 2,77             | 7,10             | 11,70            | 16,70            | 19,92            | 21,37            | 20,46            | 16,73            | 11,72            | 6,32             | 2,05             |                  |
| Середній мінімум, °C                          | −5,6             | −3,51            | 0,85             | 5,39             | 10,42            | 13,63            | 17,53            | 16,59            | 12,88            | 7,87             | 2,46             | −1,81            |                  |
| Норма опадів, мм                              | 61               | 56               | 66               | 80               | 84               | 95               | 86               | 87               | 81               | 85               | 91               | 74               |                  |
| Середньомісячна швидкість вітру, м/с          | 1.60             | 1.80             | 2.20             | 2.10             | 1.90             | 1.80             | 1.70             | 1.60             | 1.57             | 1.60             | 1.60             | 1.62             |                  |
| Середньомісячна сонячна радіація, кДж/м²·день | 4330             | 7169             | 11018            | 15418            | 19697            | 21946            | 22916            | 20126            | 14877            | 9215             | 4898             | 3584             |                  |
| --------------------------------------------- | ---------------- | ---------------- | ---------------- | ---------------- | ---------------- | ---------------- | ---------------- | ---------------- | ---------------- | ---------------- | ---------------- | ---------------- | ---------------- |
| Джерело:                                      |                  |                  |                  |                  |                  |                  |                  |                  |                  |                  |                  |                  |                  |